# Темнобровый венилиорнис
Темнобровый венилиорнис (лат. Leuconotopicus fumigatus) — вид птиц семейства дятловых. Выделяют пять подвидов.

## Описание
Темнобровый венилиорнис достигает длины около 18 см и весит от 31 до 50 г. Половой диморфизм выражен слабо, за исключением окраски оперения головы. Верхняя часть головы от лба до затылка у самцов рыжего цвета, а у самок — тёмно-коричневая с оливковым оттенком, иногда с белыми крапинками. Взрослые особи обоих полов номинативного подвида L. f. fumigatus имеют в основном оливково-коричневое лицо с беловатыми краями, тонкую белую надбровную дугу и черные "усы" с тонкой белой линией над ними. Верхняя часть тела в основном от коричневого до оливково-коричневого цвета с красным оттенком на плечах и более тускло-коричневыми надхвостьем и кроющими перьями хвоста. Маховые перья тёмно-коричневые с бледными полосками на внутренних перепонках. Хвост черновато-коричневый, наружные перья более светлые. Нижняя часть тела оливково-коричневая, которая иногда светлее на брюхе со слабыми тёмными полосами. Длинный клюв черноватый с более бледным подклювьем. Радужная оболочка от тёмно-коричневой до красно-коричневой, ноги сероватые. Молодые особи более тусклые, чем взрослые, без красного оттенка на спине и с белыми полосами на некоторых маховых перьях. У молодых самцов тускло-красная макушка, а у самок - тускло-красный лоб.
У подвида L. f. oleagineus крылья длиннее, чем у номинанта, и много белого цвета вокруг глаз. Подвид L. f. sanguinolentus меньше по размеру и имеет более короткие крылья, чем у L. f.  oleagineus; окраска более насыщенного коричневого цвета, чем у номинанта, и имеет более бледное лицо и отсутствие белого цвета вокруг глаз. Подвид L. f. reichenbachi похож на L. f. sanguinolentus, но более тускло-коричневый и имеет немного более длинные крылья. У подвида L. f. obscuratus самые длинные крылья из всех подвидов. В остальном он похож на L. f. sanguinolentus, но имеет более тёмное оперение.
Вокализация темнобрового венилиорниса довольно разнообразна, включает «wick», «chuk», «pwik» или «quip», пронзительное «keer-keer-keer-keer», твердое, раскатистое, скрипучее «zur-zur-zur-zur», и «wick-a wick-a» или «tsewink tsewink»  при взаимодействии между особями. Его барабанная дробь очень быстрая и продолжительная.

## Биология
Темнобровый венилиорнис добывает пищу поодиночке, парами или семейными группами и часто присоединяется к смешанным группам кормящихся птиц. В состав рациона входят преимущественно взрослые особи и личинки древесных жуков, а также небольшое количество фруктов. Обычно он охотится на средних и низких уровнях леса, часто в густой листве и переплетениях ветвей, но может питаться в кронах деревьев и на отдельных деревьях. В основном добывает пищу долблением древесины клювом, изредка прощупывает щели или подбирает пищу с поверхности коры.
Сезон размножения темнобрового венилиорниса варьируется в зависимости от региона и продолжается с февраля по июнь в Центральной Америке, с февраля по март в Венесуэле и с октября по апрель в Колумбии. Оба пола выдалбливают дупло, обычно в сухой ветке или стволе, но иногда в столбе забора. Гнездо обычно располагается на высоте от 1,5 до 8 м от земли. В кладке четыре яйца. Продолжительность инкубационного периода и другие особенности биологии размножения не описаны.

## Подвиды и распространение
Выделяют пять подвидов:
- Leuconotopicus fumigatus oleagineus (Reichenbach, 1854) — северо-запад и восток Мексики
- Leuconotopicus fumigatus sanguinolentus  (Sclater, 1859) — от юга Мексики до запада Панамы
- Leuconotopicus fumigatus reichenbachi (Cabanis & Heine, 1863) — север и северо-восток Венесуэлы
- Leuconotopicus fumigatus fumigatus  (D'Orbigny, 1840) — от востока Панамы через Колумбии до северо-запада Венесуэлы и на юг через Эквадор и восток Перу до запада Боливии и северо-запада Аргентины
- Leuconotopicus fumigatus obscuratus  (Chapman, 1927) — юго-запад Эквадора и северо-запад Перу

## Места обитания
Темнобровый венилиорнис обитает в самых разнообразных лесных ландшафтах, таких как влажные леса, облачные леса, сухие горные и ольховые редколесья, галерейные леса, вторичные леса, а также в густом подлеске на опушках лесов и на кофейных плантациях. Встречается на высоте от уровня моря до 1500 м над уровнем моря в Мексике, до 750 м  и локально до 1850 м в Центральной Америке, от 800 до 2700 м  в Венесуэле, в основном от 1200 до 2800 м в Колумбии и Перу, между 1000 и 1800 м в Эквадоре и между 1200 и 2500 м в Аргентине.